# Albert Wolfgang de Hohenlohe-Langenburg
Albert Wolfgang de Hohenlohe-Langenburg (en alemany Albrecht Wolfgang von Hohenlohe-Langenburg) va néixer a Langenburg (Alemanya) el 6 de juliol de 1659 i va morir a la mateixa ciutat el 17 d'abril de 1715. Era fill del comte Enric Frederic (1625-1699) i de la comtessa Juliana Dorotea de Castell-Remlingen (1640-1706).
Quan va morir el seu pare, el 1699, va obtenir la regència del comtat compartida amb els seus germans, a la mort dels quals va rebre la regència en exclusiva, establint el dret de primogenitura, per tal d'evitar la fragmentació dels dominis del seu pare entre els seus fills i de cara a les generacions futures.

## Matrimoni i fills
El 22 d'agost de 1686 es va casar a Langenburg amb Sofia Amàlia de Nassau-Saarbrücken (1666-1736), filla del comte Gustau Adolf (1632-1677) i d'Elionor Clara de Hohenlohe-Neuenstein (1632-1709). Fruit d'aquest matrimoni en nasqueren els següents fills:
- Elionor Juliana (1687-1701)
- Frederic Lluís, nascut i mort el 1688
- Sofia Carlota (1690-1691)
- Felip(1692-1699)
- Cristiana (1693-1695)
- Lluís (1696-1765), casat amb Elionor de Nassau-Saarbrücken (1707-1769).
- Carlota (1697-1743)
- Cristià (1699-1719)
- Albertina (1701-1773), casada amb Felip Enric de Hohenlohe-Ingelfingen (1702-1781).
- Sofia Frederica (1702-1734)
- Enriqueta (1704-1709)
- Frederic Carles (1706-1718)